# Gandalf (tijdschrift)
Gandalf is een voormalig alternatief cultuurtijdschrift, dat in de periode 1964-1971 een taboedoorbrekende rol in Nederland speelde.
Oprichter en redacteur Guus Dijkhuizen liet naaktfoto's, erotische tekeningen van Bertrand en satirische artikelen toe, waarmee de dominante cultuur van dat tijdperk nog zoveel moeite had dat het blad enkele malen juridisch werd vervolgd. Toen ook verkooppunten Gandalf gingen weren, riep de auteur Jef Last op tot protest.
De bijdragen in het blad waren veelal luchtig, humoristisch of satirisch van toonzetting. Ook godsdienst en kunst werden besproken. Bekende literatoren als Gerard Reve, Simon Carmiggelt, Jan Wolkers, Simon Vinkenoog, Remco Campert en Peter Andriesse hebben eraan meegewerkt. In totaal verschenen er 58 nummers.